# 5409 Saale
5409 Saale este un asteroid din centura principală de asteroizi.

## Descriere
5409 Saale este un asteroid din centura principală de asteroizi. A fost descoperit pe 30 septembrie 1962 la Tautenburg de Freimut Börngen. El prezintă o orbită caracterizată de o semiaxă mare de 2,62 ua, o excentricitate de 0,16 și o înclinație de 8,8° în raport cu ecliptica.